# 北布拉鲁普
北布拉鲁普（德語：Norderbrarup）是德国石勒苏益格－荷尔斯泰因州的一个市镇。总面积3.98平方公里，总人口622人，其中男性302人，女性320人（2011年12月31日），人口密度156人/平方公里。